# ZA-11
La ZA-11, también conocida como Corredor de Roales, es una carretera multicarril competencia del Ministerio de Transportes, Movilidad y Agenda Urbana. que forma el desdoblamiento de la N-630 desde el nuevo enlace de la Ronda Norte en Roales del Pan, conectando con las naves industriales situadas en sus laterales y con el nuevo polígono industrial La Hiniesta Ampliación, en dirección a Zamora, cumpliendo de esta manera la función de acceso norte a Zamora.

## Tramos
| Denominación | Tramo                              | Año servicio | km  |
| ------------ | ---------------------------------- | ------------ | --- |
| N-630 ZA-11  | Roales del Pan A-11 - Zamora ZA-20 | 2005         | 2,5 |

## Recorrido
Su recorrido comienza en el nuevo enlace de la Ronda Norte de Zamora (A-11). Tras este, la ZA-11 continúa en forma de carretera desdoblada con vías de servicio. A mitad de su recorrido, existe una rotonda que únicamente da acceso a las vías de servicio. La carretera finaliza en la rotonda que da acceso al centro de Zamora a través de la  Avenida de Galicia ; al  Polígono Industrial La Hiniesta  y a la  ZA-P-1405 , que conecta con La Hiniesta, y por último con la 1ª circunvalación de Zamora,  ZA-20 . La limitación de esta carretera es de 40 km/h en las rotondas, de 100 km/h en la autovía y de 50km/h en las vías de servicio.

## Nomenclatura
Aunque se pretende nombrar a este tramo como ZA-11, se mantiene la denominación de N-630.

## Polémica durante su construcción[3]
La construcción de la ZA-11 estuvo llena de polémica tras las denuncias realizadas por un colectivo de industriales de los negocios situados a ambos lados del corredor debido a la modificación del proyecto llevada a cabo por el entonces jefe de la Unidad Provincial de Carreteras, Diego Morillo Rocha. Esta modificación, realizada de forma irregular sin seguir los pasos administrativos, pretendía dejar a los negocios sin accesos ni vías de servicio al nuevo corredor. El Ministerio de Fomento tuvo que rectificar el proyecto, con el consecuente encarecimiento del proyecto, lo que provocó la apertura de expedientes administrativos contra el responsable de la unidad, que fue cesado del cargo en Zamora, que ocupaba desde hacía veinte años, y posteriormente destinado a Granada. La investigación administrativa siguió su curso, mientras que Morillo continuaba su trayectoria profesional en Salamanca.

## Salidas
| Velocidad | Esquema | P.K.  | Sentido Zamora (ascendente) | Sentido A-11 / ZA-30 (descendente) | Carretera que enlaza                    | Notas |
| --------- | ------- | ----- | --- | --- | --------------------------------------- | ----- |
|           |         | 0,000 | Vía de servicio Benavente - León - Salamanca - Sevilla Alcañices - Braganza - Tordesillas - Valladolid                                                                          | Roales del Pan - Valcabado Benavente - León - Salamanca - Sevilla Alcañices - Braganza - Tordesillas - Valladolid                                                               | N-630 A-66 A-11 E-82                    |       |
|           |         | 1,250 | Vía de servicio Centro de conservación y explotación de carreteras Polígono industrial La Hiniesta Ampliación                                                                   | Vía de servicio |                                         |       |
|           |         | 2,500 | Zamora (centro) La Hiniesta - Polígono industrial La Hiniesta Centro de conservación y explotación de carreteras Centro de transportes ZA-20 Zamora (este) Salamanca Valladolid | Zamora (centro) La Hiniesta - Polígono industrial La Hiniesta Centro de conservación y explotación de carreteras Centro de transportes ZA-20 Zamora (este) Salamanca Valladolid | ZA-P-1405 ZA-20 ZA-13 N-630 ZA-12 N-122 |       |